# Ванышевский сельсовет
Ванышевский сельсовет  — муниципальное образование в Бураевском районе Башкортостана.

## История
Согласно «Закону о границах, статусе и административных центрах муниципальных образований в Республике Башкортостан» имеет статус сельского поселения. В 2008 году объединён с сельским поселением Шукшановский сельсовет.
Закон Республики Башкортостан от 19.11.2008 N 49-З «Об изменениях в административно-территориальном устройстве Республики Башкортостан в связи с объединением отдельных сельсоветов и передачей населённых пунктов», ст.1 гласит:

 "Внести следующие изменения в административно-территориальное устройство Республики Башкортостан:
 в) объединить Ванышевский и Шукшановский сельсоветы с сохранением наименования «Ванышевский» с административным центром в деревне Ваныш-Алпаутово.
Включить деревни Большешукшаново, Варзитамак, Кутлиярово, Малошукшаново, Новые Каргалы, Юмакаево Шукшановского сельсовета в состав Ванышевского сельсовета.

Утвердить границы Ванышевского сельсовета согласно представленной схематической карте.

Исключить из учётных данных Шукшановский сельсовет

## Население
| 2002  | 2009  | 2010  | 2012  | 2013  | 2014  | 2015  |
| ----- | ----- | ----- | ----- | ----- | ----- | ----- |
| 1702  | ↘1547 | ↘1353 | ↘1288 | ↘1268 | ↘1229 | ↘1211 |
| 2016  | 2017  |       |       |       |       |       |
| ↘1142 | ↘1113 |       |       |       |       |       |

## Состав сельского поселения
| №  | Населённый пункт | Тип населённого пункта          | Население |
| -- | ---------------- | ------------------------------- | --------- |
| 1  | Ваныш-Алпаутово  | деревня, административный центр | ↘446      |
| 2  | Юмакаево         | деревня                         | ↘205      |
| 3  | Большешукшаново  | деревня                         | ↘188      |
| 4  | Минлино          | деревня                         | ↘165      |
| 5  | Варзитамак       | деревня                         | ↘91       |
| 6  | Каразириково     | деревня                         | ↘89       |
| 7  | Кутлиярово       | деревня                         | ↘65       |
| 8  | Байсакино        | деревня                         | ↘54       |
| 9  | Малошукшаново    | деревня                         | ↘42       |
| 10 | Новые Каргалы    | деревня                         | ↘6        |
| 11 | Сумсабашево      | деревня                         | ↘2        |